# Otia Ioseliani
Otia Ioseliani (en georgiano, ოტია იოსელიანი) (Gvishtibi, 16 de junio de 1930 – 14 de julio de 2011) fue un poeta y dramaturgo georgiano, que estrenó obras que fueron muy exitosas tanto en Georgia como en otros países como la Unión Soviética y Alemania del Este].

## Biografía
Otia Ioseliani comenzó a escribir a mediados de la década de los 50 y publicó su primera colección de historias en 1957. El reconocmiento en su país llegaría con su primera novela Las estrellas fugaces (ვარსკვლავთცვენა, 1962), donde se centra en la Segunda Guerra Mundial, como muchas de las obras de su primera época. Luego abordó en sus obras una gran variedad de temas utilizando diferentes estilos artísticos. En la década de los 60 y 70, publicó una serie de novelas muy populares conocidos como Una vez hubo una mujer (იყო ერთი ქალი, 1970), Hecho prisionero por prisioneros (ტყვეთა ტყვე, 1975), y diferentes número de historias.
En los 60, Ioseliani cambió para dedicarse a guiones y obras de teatro, que tuvo como resultado a obras como la comedia Hasta que la carreta de bueyes se da vuelta (სანამ ურემი გადაბრუნდება, 1969) y Seis viejas sirvientas y un hombre (ექვსი შინაბერა და ერთი მამაკაცი, 1971), que fueron muy populares en Berlín Oriental.
Ioseliani murió en 2011 a los 81 años. Fue enterrado en su propia casa en su pueblo de nacimiento de Gvishtibi según los deseos del propios director. Entre otros honores, Ioseliani recibió la Orden de Honor de Georgia.